# Schranz
Schranz – podgatunek muzyki techno, stworzony przez Chrisa Liebinga we Frankfurcie nad Menem około roku 1994. Schranz jest muzyką taneczną charakteryzującą się szybkim tempem (zazwyczaj między 140-160 BPM) o twardym, minimalistycznym brzmieniu, składającym się z odgłosów i dźwięków zbliżonych do odgłosów maszyn, z zastosowaniem powtarzających się zapętlonych sekwencji perkusyjnych o monotonnym brzmieniu.